# Khakyab Dorje
Khakyab Dorje (1871-1922) was de vijftiende gyalwa karmapa, hoofd van de kagyü school van het Tibetaans boeddhisme. Khakyab wordt als vijftiende beschouwd, omdat zijn voorganger op driejarige leeftijd was overleden en nooit officieel was erkend.
Khakyab Dorje werd in Sheikor in de provincie Tsang in Tibet geboren en sprak na zijn geboorte de mantra van Chenrezig "Om mani padme hum". Op vijfjarige leeftijd was hij in staat de geschriften te lezen en werd op negenjarige leeftijd erkend en geïnstalleerd als vijftien karmapa en begon aan zijn traditionele opleiding.
In tegenstelling tot de vorige karmapa's trouwde Khakyab Dorje en kreeg drie zonen. Een van de zonen werd een erkend als de tweede Jamgon en een andere zoon werd erkend als de twaalfde shamarpa, Jamyang Rinpoche. Binnen de kagyüschool is het celibaat optioneel en mogen lamas ook getrouwd zijn.
Khakyab Dorje gaf veel les in Tibet en verzamelde vele zeldzame teksten en liet ze opnieuw uitgeven. Khakyab Dorje is bekend geworden vanwege zijn bijna volledige helderziendheid.
Hij voerde de tweede druk door van het belangrijke termawerk Rinchen Terzö in het klooster Tsurphu dat een omvang kende bij deze druk van 63 delen.